# Јакубани
Јакубани (слч. Jakubany) насељено је мјесто са административним статусом сеоске општине (слч. obec) у округу Стара Љубовња, у Прешовском крају, Словачка Република.

## Становништво
| Година:    | 1994. | 2004.    | 2014.    | 2024.   |
| ---------- | ----- | -------- | -------- | ------- |
| Број људи: | 2218  | 2488     | 2740     | 2924    |
| Разлика:   |       | +12,17 % | +10,12 % | +6,71 % |

| Година:    | 2023. | 2024.   |
| ---------- | ----- | ------- |
| Број људи: | 2915  | 2924    |
| Разлика:   |       | +0,30 % |

Према подацима о броју становника из 2021. године насеље је имало 2.841 становника.